# DB ETA 150

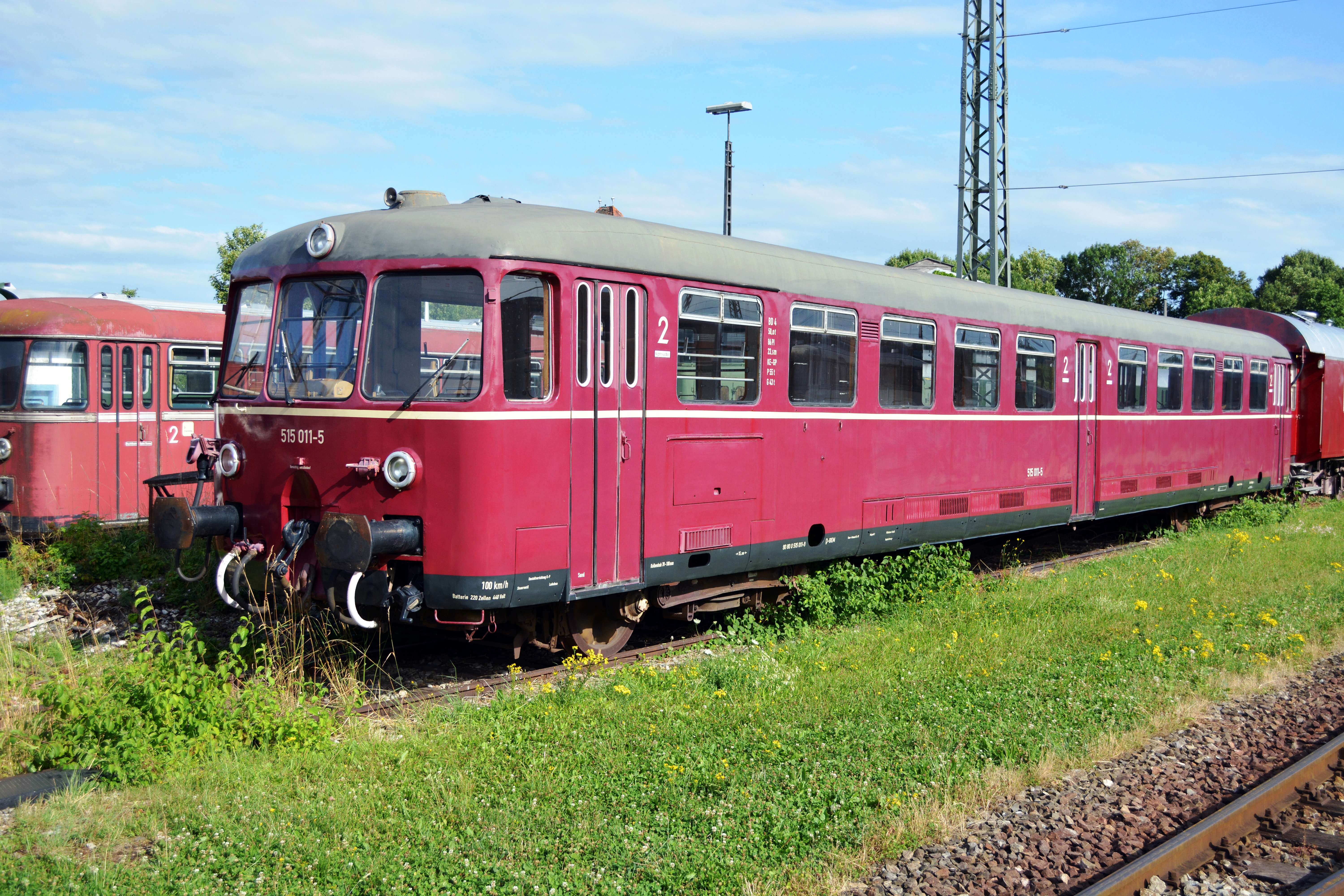
Série 515 011-5

É uma automotriz da extinta Deutschen Bundesbahn (Ferrovia Federal da Alemanha), movida por baterias. Seus motores eram  alimentados por uma voltagem de 440 Volts e emitiam pouco ruído, além disso a automotriz era nao poluente, fatos estes que a popularizou entre os passageiros, os quais a consideravam um ótimo meio de transporte. 
Apesar de sua fonte de energia vir de baterias, esta automotriz podia chegar até 100 km/h e percorrer 300 km a cada carregamento das baterias.
O ano de início de construcao deste tipo de trem é de 1955, entrando em operacao no Norte da Alemanha no mesmo ano e encerrando seus servicos em 1995.